# Дунайська комісія
Дун́айська ком́ісія (ДК, англ. Danube Commission, фр. Commission du Danube) — міжнародна організація, яка  створена в 1949 році відповідно до рішень Бєлградської конференції 1948. Складається виключно з представників придунайських держав (по одному від кожної). Основними її функціями є спостереження за виконанням Конвенції про режим судноплавства на Дунаї 1948, складання загальних планів розвитку судноплавства на основі пропозицій держав учасниць Комісії, уніфікація правил річкового й санітарного нагляду, координація діяльності гідрометеорологічної й екологічної служб на Дунаї тощо.
Періодичність і місце проведення засідань керівного органу: Засідання проводяться двічі на рік в Будапешті (Угорщина). Адреса штаб-квартири міжнародної організації: Benczur utca 25, H-1068 Budapest, Hungary (до 1954 вони проводились у румунському м. Галац)

## Історія
У своїй роботі Дунайська Комісія використовує багатий історичний досвід регулювання судноплавства по міжнародних річках Європи і найкращі традиції міжнародних річкових комісій, особливо Європейській Дунайській Комісії, заснованій Паризьким трактатом 1856 року.
Перспективи діяльності Дунайської Комісії пов'язані із створенням в Європі єдиної судноплавної системи внутрішніх водних шляхів. З урахуванням цього пріоритетними напрямами діяльності Комісії є уніфікація і забезпечення взаємного визнання основних нормативних документів, необхідних для плавання по Дунаю і іншим ділянкам єдиної судноплавної системи, сприяння поліпшенню навігаційних умов і підвищенню безпеки плавання, створення інших необхідних умов інтеграції Дунаю в європейську систему як найважливішої транспортної артерії.
З метою забезпечення такої інтеграції Комісія активно взаємодіє з компетентними міжнародними органами, що займаються різними аспектами внутрішнього водного транспорту, такими як Європейська економічна комісія ООН, Центральна комісія судноплавства по Рейну, Європейська Комісія та іншими.
З метою підвищення ролі Дунайської Комісії в міжнародній співпраці в області внутрішнього судноплавства держави-учасники Белградської конвенції мають намір модернізувати Комісію, надавши їй додаткові повноваження і нові функції, а також розширити круг її членів. Вже на теперішній час про своє бажання стати членами оновленої Дунайської Комісії заявили Франція, Туреччина і Європейська Спільнота. Шлях до цього відкриє завершення перегляду Конвенції, яке здійснюється і нині.
Негативно позначилося на розвитку дунайського судноплавства і роботі комісії запровадження економічних санкцій проти Югославії 1992, а особливо — бомбардування військовими силами НАТО Югославії 1999: зруйновані мости паралізували судноплавство на Дунаї. Головним завданням діяльності Дунайської комісії після цих подій стало сприяння відновленню судноплавства на Дунаї у повному обсязі та стимулювання заходів, які зменшують ризики виникнення екологічних катастроф.

### Під часросійсько-української війни
Після початку широкомасштабного російського вторгнення в Україну на 12-й позачерговій сесії 17 березня 2022 року Представники держав-учасників прийняли Рішення щодо воєнної агресії Російської Федерації проти України, що порушує базові принципи Белградської конвенції (doc. DC/SES-XII Extr./3). Відповідно до цього Рішення було відхилено повноваження усіх представників Російської Федерації, їх також було усунено від участі у всіх засіданнях Дунайської комісії до відновлення миру, суверенітету та територіальної цілісності України в межах її міжнародно визнаних кордонів.
14 грудня 2023 року під час проведення 100-ї сесії Дунайська комісія вирішила, що членство Російської Федерації є несумісним через її атаки на Нижній Дунай. Росія має покинути комісію до 29 лютого 2024 року, або ж члени комісії більше не визнаватимуть своїх зобов'язань перед Росією відповідно до установчої Белградської конвенції.
1 березня 2024 року, Російська Федерація офіційно виключена зі складу Дунайської комісії, яка регулює судноплавство Дунаєм.
23 січня 2025 року під час 102-гої сесії на основі української пропозиції англійська та німецька визначені єдиними робочими мовами. З 1 липня 2026 року російська не застосовуватиметься в документах Комісії.

## Учасники
1. Австрія
2. Болгарія
3. Німеччина
4. Молдова
5. Румунія
6. Сербія
7. Словаччина
8. Угорщина
9. Україна
10. Хорватія

### Країни-спостерігачі
1. Бельгія
2. Греція
3. Кіпр
4. Північна Македонія
5. Нідерланди
6. Туреччина
7. Франція
8. Чорногорія
9. Чехія

## Участь України в Дунайській комісії
- Дата набуття Україною членства: 11.05.1949 р.;
- Підстава для набуття членства в міжнародній організації: Указ Президії Верховної Ради УРСР від 18.02.1949 «Про ратифікацію Конвенції про режим судно-плавства по Дунаю від 18.08.1948 р.»;
- Статус членства: Повноправний член;
- Характер фінансових зобов'язань України: Сплата щорічного членського внеску;
- Джерело здійснення видатків, пов'язаних з виконанням фінансових зобов'язань: Кошти ДП «АМПУ»;
- Вид валюти фінансових зобов'язань: Євро
- Обсяг фінансових зобов'язань України на 2017 рік: 149 869,00;
- Центральний орган виконавчої влади, відповідальний за виконання фінансових зобов'язань: Міністерство інфраструктури України[6]. УРСР в 70–80-х роках минулого століття була позбавлена права мати свого представника в Дунайській комісії, її інтереси представляв делегат від СРСР. Лише у 1992 році це право представництва в Д.к. для України було відновлено.

В грудні 2020 року Україна вперше за часи незалежності стала головою Комісії, комісією з 2021 до 2023 рік керує посол України в Угорщині Любов Непоп.